# Eduard Ovčáček
Eduard Ovčáček (né le 5 mars 1933 à Třinec (Tchécoslovaquie, aujourd'hui République tchèque) et mort le 5 décembre 2022) est un artiste graphique tchécoslovaque puis tchèque, sculpteur, poète visuel, peintre et enseignant en gravure à la faculté des Arts d'Ostrava.
Son travail se développe autour de plusieurs axes, parmi lesquels la gravure, la poésie visuelle et concrète, la sérigraphie, le collage, la photographie, les arts graphiques, ainsi que de performances, d'installations et de sculptures.

## Biographie
Entre 1957 et 1963, Eduard Ovčáček étudie à l'Académie des beaux-arts à Bratislava (Slovaquie), sous la conduite du professeur Peter Matejka, puis à l’École supérieure des arts appliqués de Prague, avec le professeur Antonín Kybal (1962).
En 1960, avec son ami l'artiste graveur Miloš Urbásek, Eduard Ovčáček a créé un groupe d'artistes indépendants nommé « Konfrontace » (les Confrontations de Bratislava). Ce groupe travaillait notamment autour de l'abstraction dite « informelle ». En 1967, Eduard Ovčáček sera également cofondateur du « Club des Concrétistes » avec le théoricien Arsén Pohribny. Il enseigne les techniques de l'estampe à l'université Palacky d'Olomouc de 1963 à 1968, date du printemps de Prague
À partir des années 1960, Eduard Ovčáček entretient des contacts étroits avec des artistes polonais, contacts qui se poursuivront après l'occupation de la Tchécoslovaquie par les armées du Pacte de Varsovie en 1968. Il a établi des contacts amicaux avec Marian Bogusz, protagoniste de la scène artistique polonaise de l'époque. Eduard Ovčáček a également entretenu des contacts avec des artistes d'autres pays dont il partageait les préoccupations artistiques. Il a ainsi rencontré et correspondu avec le poète visuel français Pierre Garnier. Dans son ouvrage Spatialisme et Poésie concrète, Garnier a d'ailleurs inclus différents travaux d'Eduard Ovčáček, en particulier des cercles (Kruhy) réalisés à la machine à écrire.
La typographie et les caractères mobiles d'imprimerie jouent un rôle particulièrement important dans son travail, depuis ses premières réalisations jusqu'à ses œuvres les plus récentes. Marqué par l'influence de Marinetti, et en particulier de son ouvrage Mots en liberté, Eduard Ovčáček exploite toutes les potentialités plastiques et expressives de la typographie dans une démarche étroitement liée au lettrisme et à la Poésie concrète.
L'artiste s'est fortement opposé à l'occupation de Tchécoslovaquie en 1968 : il y perd son poste à l'université. Il participa à de nombreuses activités dissidentes et illégales. Sa série La leçon du A majuscule a été créée immédiatement après l'invasion des armées du Pacte de Varsovie à Prague, au moment où la censure n'était pas encore restaurée. Cette série de planches a été publiée dans le magazine tchécoslovaque Literární listy ainsi que dans certaines autres revues à l'étranger. Il édite alors des samizdat (ouvrages autoédités) afin de diffuser son travail de manière clandestine. Quelques années plus tard, dans le contexte de la Normalisation en Tchécoslovaquie, l'artiste sera signataire de la Charte 77 aux côtés d'autres artistes, tels que le dramaturge et futur président de la République tchèque Václav Havel, initiateur de la Charte 77.
Eduard Ovčáček est professeur à la Faculté des Arts de l'université d'Ostrava (République tchèque) et il maintient les contacts étroits avec académiciens notamment en Slovaquie et Pologne (surtout les universités de Katowice, Cracovie et Łódź). Il vivait à Ostrava où il continuait son travail artistique. Son œuvre est représentée dans les collections publiques et privées en République tchèque, Europe, Asie et Amérique.

## Groupes artistiques
Kroky ; Groupe artistique "Autre géométrie" ; Klub konkrétistů (1967, cofondateur) ; Nové sdružení pražských umělců (1992); SČUG Hollar (àpd 2001) ; SVÚ Mánes (1992 – 2004).

## Activité pédagogique
- 1963 – 1968 :	Département de théorie d'art et éducation, Faculté des Lettres, Université Palacký, Olomouc (République tchèque) ;
- Professeur et chef du département de gravure et design, faculté des Beaux-Arts, université d'Ostrava (République tchèque).

## Expositions individuelles (sélection)
- 1966 
  - Galerie Lidová demokracie na Karlově náměstí, Prague, République tchèque;
  - Galerie Forum Stadtpark, Graz, Autriche
- 1967 
  - Galerie výtvarného umění Ostrava, République tchèque;
  - Kleine Graphik Galerie, Bremen, Allemagne
- 1981
  - Galerie Pragxis, Essen, Allemagne;
  - Galerie Slavia, Bremen, Allemagne
- 1984
  - Malá galerie Čs. spisovatele, Prague, République tchèque
- 1986
  - Galerie Atrium, Prague, République tchèque
- 1987
  - Artotéka Opatov, Prague, République tchèque;
- 1989
  - Gluri Suter Huus, Wettingen, Suisse;
- 1991
  - Galerie Malovaný dům, Třebíč, République tchèque
- 1992
  - Galerie výtvarného umění v Ostravě, République tchèque;
  - Galerie P.M. Bohúňa, Liptovský Mikuláš, Slovaquie;
  - Galerie Sochor, Hambourg, Germany;
  - České kulturní středisko, Bratislava, Slovaquie;
- 1993
  - Dům umění města Brna – stará radnice, République tchèque;
  - Centrum Sztuki w Bytomiu, Pologne;
  - Galerie Jensen, Hambourg, Allemagne
- 1994
  - Středoevropská galerie, Prague, République tchèque
- 1995
  - Galerie im Rathaus, Tempelhof, Berlin, Allemagne;
- 1996
  - Výstavní síň Sokolská, Ostrava, République tchèque;
- 1997
  - České centrum, Berlin, Allemagne;
  - Die Künstlergilde Galerie, Esslingen, Allemagne;
- 1998 
  - Galerie am Südbahnhof, Mainz, Allemagne;
  - Staroměstská radnice, Prague, République tchèque;
  - Inter-Kontakt-Grafik, Prague, République tchèque;
- 1999
  - Grafika roku, Staroměstská radnice, Prague, République tchèque;
  - České muzeum výtvarných umění, Prague (Otevřené možnosti"), République tchèque;
  - Dům umění, Opava, République tchèque
- 2000
  - Galéria mesta Bratislavy, Palace Pálffy, Slovaquie;
  - Galerie Jiřího a Běly Kolářových, Prague, République tchèque
- 2001
  - Galerie výtvarných umění v Ostravě (Eduard Ovčáček na Ostravsku), République tchèque;
  - Zámecká galerie výtvarného umění Chagall, République tchèque;
- 2002
  - Instytut Sztuki – Uniwersytet Śląski w Katowicach – Filia w Cieszynie, Pologne
- 2003
  - Galerie Langův dům, Frýdek-Místek, République tchèque;
- 2004
  - Krajská galerie ve Zlíně, République tchèque
- 2005
  - Galerie Aspekt, Brno, République tchèque
- 2006
  - Muzeum Novojičínska, Příbor (Hommage à S. Freud, i.a. œuvres Extáze, Sade – Archetypy, Von Curval), République tchèque
- 2007
  - Dům umění, Ostrava (Gravure: période 1961 – 1970, i.a. œuvres de la série Défloration), République tchèque;
  - Galerie Smečky, Prague ("Peripetie písma a znaků"), République tchèque
- 2008
  - Galerie Trisia, Třinec (Eduard Ovčáček 75), République tchèque
- 2009
  - Muzeum umění, Olomouc (Komunikace písmem a obraz), République tchèque;
  - Maison Pierre Werner, Luxembourg-Ville, Luxembourg – (Letterstory, i.a. papiers mâchés, collages, sculptures, objets);
  - Autorská galerie české fotografie, Ostrava (Fotografika), République tchèque
- 2013
  - Eduard Ovčáček. Œuvres graphiques, sculptures, Musée de l'Imprimerie, Lyon France (oct 2013-mars 2014)

## Prix
- 1965 : Exposition internationale "Złote grono", Zielona Góra, Pologne, Prix pour gravure;
- 1968 : I. Biennale "Výzkumy grafiky", Jihlava, République tchèque, Diplôme d'honneur pour gravure;
- 1995 : I. Triennale international de la gravure INTER-KONTAKT-GRAFIK 1995, Prague, République tchèque, Grand Prix of the capital city of Prague, Prague – Kraków;
- 1996 : Biennale d'art tchèque de gravure, Prix de Česká spořitelna pour la collection des feuilles graphiques;
- 1998 : Exposition internationale d'art graphique pour commémorer 100 années du décès de F. Rops, Namur, Belgique, 1 prix pour l'art graphique;
- 1999 : Prix Vladimíra-Boudníka, Fondation Inter-Kontakt-Grafik Prague, République tchèque;
- 2000 : Gravure de l'année, Diplôme d'honneur dans la catégorie A, Prague, République tchèque;
- 2004 : Gravure de l'année, Diplôme d'honneur dans la catégorie A, Prague, République tchèque.

## Publication
- 1995 Leçon du A majuscule, anthologie de poésie concrète et visuelle, Trigon, Prague, 1995.